# Willie Pep
Willie Pep (* 19. September 1922 in Hartford, Connecticut; † 23. November 2006 in Rocky Hill, Connecticut) war ein US-amerikanischer Boxer.
Das „Ring Magazine“ bezeichnete ihn als zweifellos größten Defensivboxer aller Zeiten. Sein Kampfname war entsprechend Will o' the Wisp, das Irrlicht.

## Amateur
Pep hatte eine Bilanz von 62-3. Eine der Niederlagen war nach Punkten gegen (den unter dem Pseudonym Ray Roberts boxenden) Sugar Ray Robinson der in diesem Kampf deutlich mehr wog.

## Profi
Der Italo-Amerikaner Pep gab 1940 sein Profidebüt. Er gewann seine ersten 63 Kämpfe, schlug Joey Archibald zweimal und Pedro Hernandez. 1942 besiegte er dabei erstmals Chalkie Wright für die Anerkennung als NYSAC-Weltmeister, er schlug ihn noch mehrmals danach. Gegen den (schwereren) Leichtgewichtler Sammy Angott musste er 1943 seine erste Niederlage hinnehmen.
Seinen Titel verteidigte er 1943 gegen Sal Bartolo, der ihm in einem Nichttitelkampf früher im gleichen Jahr noch einige Probleme bereitet hatte, sowie 1945 gegen Phil Terranova. 1944 schlug er in einem Nichttitelkampf Bantamgewichtsweltmeister Manuel Ortiz.
1943 meldete er sich freiwillig während des Zweiten Weltkrieges zur US-amerikanischen Kriegsmarine. 1944 wurde er eingezogen, diente allerdings weniger als ein Jahr in den Streitkräften.
1946 errang er in einem Vereinigungskampf gegen den inzwischen zum NBA-Weltmeister aufgestiegenen Sal Bartolo allgemeine Anerkennung als Federgewichtsweltmeister.
Im Jahr 1947 überlebte er einen Flugzeugabsturz in New Jersey, der mehrere Passagiere das Leben kostete. Er brach sich dabei den Rücken und ein Bein, kehrte allerdings schon fünf Monate später erfolgreich in den Ring zurück.
1948 unterlag er Sandy Saddler durch KO in der vierten Runde. Er besiegte ihn 1949, verlor aber 1950 und 1951 erneut jeweils vorzeitig aufgrund von Verletzungen. Nach seiner Karriere tauchten kompromittierende Briefe auf, die nahelegten, dass diese Kämpfe manipuliert waren.
Nach diesen Kämpfen boxte er nicht mehr um Titel und gab eine Art Abschiedstournee von 15 Jahren, bis er 1966 seine Laufbahn beendete.
1990 fand Pep Aufnahme in die International Boxing Hall of Fame.
Pep verstarb im Alter von 84 Jahren in einem Pflegeheim in Rocky Hill, Connecticut. Er litt zuletzt an einem fortgeschrittenen Stadium der Alzheimerschen Krankheit.